# Coleophora benedictella
Coleophora benedictella é uma espécie de mariposa do gênero Coleophora pertencente à família Coleophoridae.